# Maape
Maape est une ville du Botswana.